# Aisumasen (I'm Sorry)
"Aisumasen (I'm Sorry)" es una canción escrita por John Lennon lanzado en su álbum de 1973, Mind Games. La canción se incluye en el álbum recopilatorio Lennon.

## Letra y música
La letra de la canción habla de Lennon pidiendo disculpas a la esposa Yoko Ono. Aisumasen quiere decir "lo siento" en japonés. La línea "It's hard enough I know to feel your own pain" retoma un tema que se encuentra en una línea de la canción antes de Lennon, "I Found Out".
Después de que las letras se agotan, un solo de guitarra suena. Los autores Ken Bielen y Urish Ben interpretar este solo como un continuación de la petición de perdón. El solo termina abruptamente, que Bielen y Urish sugieren que este abrupto final simbólicamente significa que el motivo de Lennon ha sido rechazada. Y, de hecho, para el momento que "Aisumasen (I'm Sorry)" fue lanzado, Lennon y Ono se habían separado.
"Aisumasen (I'm Sorry)" tiene algunas similitudes con la canción con The Beatles "I Want You (She's So Heavy)", que también fue escrita por Lennon e inspirada por Ono. Bielen y Urish afirman que "Aisumasen (I'm Sorry)" tiene un parecido ritmo lento, semi- acústico a la versión de "I Want You (She's So Heavy)". [ 4 ] "I Want You (She's So Heavy)" también termina abruptamente .
Lennon había estado trabajando en la melodía de "Aisumasen (I'm Sorry)" por lo menos desde 1971. En un principio, la melodía pertenecía a la canción cuyo título provisional era "Call My Name". En "Call My Name", Lennon estaba ofreciendo consuelo a alguien, pero en la versión final de la canción de Lennon es el pedir perdón. En "Call My Name" la línea melódica que se convirtió en "Aisumasen" fue cantado a las palabras "I'll ease your pain".

## Recepción
El crítico musical Johnny Rogan encuentra la canción que "en ocasiones de gran alcance" y cree que "trae un poco de profundidad" al álbum Mind Games. Keith Spore de El Sentinel de Milwaukee llaman la canción "una balada preciosa", que sirve como un recordatorio de la brillantez pasada de Lennon. Bielen y Urish lo consideran como una de las de Mind Games "más fuertes, aunque creo que podría haber sido aún más fuerte, tuvo Lennon se mantuvo en sus impulsos originales líricas de "Call My Name". PopMatters considera que la canción comienza así: "como el blues clásico de Lennon", pero que Lennon "nunca encuentra la convicción de llevar la canción a través de la línea de meta".

## Personal
Los músicos que realizaron en la grabación original eran los siguientes:
- John Lennon - voz, guitarra acústica
- David Spinozza - guitarra
- Pete Kleinow - guitarra steel
- Ken Ascher - teclados
- Gordon Edwards - bajo eléctrico
- Jim Keltner - batería